# 2001 RW143
2001 RW143, também escrito como 2001 RW143, é um objeto transnetuniano (TNO) que está localizado no cinturão de Kuiper, uma região do Sistema Solar. Ele é classificado como um cubewano. O mesmo possui uma magnitude absoluta de 7,0 e tem um diâmetro com cerca de 175 km.

## Descoberta
2001 RW143 foi descoberto no dia 12 de setembro de 2001 pelo astrônomo Marc W. Buie.

## Órbita
A órbita de 2001 RW143 tem uma excentricidade de 0,031 e possui um semieixo maior de 42,938 UA. O seu periélio leva o mesmo a uma distância de 41,608 UA em relação ao Sol e seu afélio a 44,268 UA.